# Torben Hansen
Torben Hansen (* 27. Oktober 1951 in Skamstrup) ist ein ehemaliger dänischer Fußballspieler.

## Spielerkarriere

### Vereine
Hansen war von 1969 bis 1973 für den südwestlich von Holbæk gelegenen Fußball-Amateurverein in Knabstrup aktiv, bevor er in die Fußballabteilung des Zweitligisten Holbæk B&I wechselte. Sein Debüt im Profi-Fußball krönte er beim 3:1-Sieg im Heimspiel gegen Fuglebakken mit allen drei Toren.
In der Spielzeit 1973 – die dänischen Ligen wurden zu dieser Zeit im Kalenderjahr ausgetragen – wurde er mit 24 Toren Torschützenkönig der 2. Division und trug entscheidend zum Aufstieg seiner Mannschaft in die 1. Division bei. Da die Folgespielzeit mit dem ersten Spieltag erst am 31. März 1974 vorgesehen war, wechselte er in der Winterpause der Bundesliga-Saison 1973/74 zum FC Bayern München, für den er allerdings kein Pflichtspiel, jedoch elf Freundschaftsspiele absolvierte, in denen er 13 Tore erzielte.
Im Sommer 1974 kehrte er während der laufenden Erstliga-Spielzeit zu Holbæk B&I zurück und wurde mit sechs Treffern noch zum besten Torschützen seines Vereins in dieser Saison, die als Viertplatzierter gehalten werden konnte. Am 8. Mai 1975 bestritt er das Finale um den nationalen Vereinspokal, das mit 0:1 gegen Vejle BK vor 26.300 Zuschauern in Kopenhagen verloren wurde.
Auch in der Folgespielzeit war er mit 19 Toren der erfolgreichste Schütze seiner Farben und trug wesentlich zum zweiten Platz in der Meisterschaft bei. Am Ende der Spielzeit 1977 stieg er mit dem Verein als Tabellenletzter in die 2. Division ab. Für Holbæk B&I bestritt er 124 Erst- und Zweitligaspiele und erzielte 66 Erst- und Zweitligatore, darunter der Vierfachtorerfolg am 16. November 1975, beim 6:0-Sieg gegen Nykøbing Falster BK von 1901.
International spielte Hansen zweimal im Intertoto Cup und einmal im UEFA-Pokal-Wettbewerb. 1975 bestritt er alle sechs Spiele der Gruppe 4, wobei am 2. August im Heimspiel gegen den SC Telstar mit 4:1 der einzige Sieg gelang. 1976 kam er in der Gruppe 7 nur am 10. Juli bei der 1:2-Niederlage gegen den AS Ostende zum Einsatz. Sein einziges Tor auf internationaler Vereinsebene erzielte er im Rückspiel der 1. Runde um den UEFA-Pokal bei der 1:2-Niederlage (zum zwischenzeitlichen 1:1) beim polnischen Vertreter FKS Stal Mielec, gegen den er bei der 0:1-Niederlage im Hinspiel ebenfalls mitwirkte.

### Nationalmannschaft
Hansen spielte fünfmal für die U-21-Nationalmannschaft und debütierte am
8. Mai 1973 in Randers bei der 0:2-Niederlage gegen die deutsche U-21-Auswahlmannschaft. Sein letztes Länderspiel in dieser Altersklasse bestritt er am 7. April 1976 in Bremerhaven bei der 0:1-Niederlage gegen die deutsche Amateur-Nationalmannschaft. Sein einziges Spiel für die A-Nationalmannschaft bestritt er am 23. September 1973 in Trondheim beim 1:0-Sieg gegen die Auswahlmannschaft Norwegens.

## Trainerkarriere
Hansen trainierte nach seiner aktiven Fußballer-Karriere verschiedene unterklassige Vereine auf Seeland.

## Erfolge
- Europapokalsieger der Landesmeister 1974 (mit dem FC Bayern München; ohne Einsatz)
- Deutscher Meister 1974 (mit dem FC Bayern München; ohne Einsatz)
- Meister 2. Division 1973[5]
- Dänischer Pokal-Finalist 1975